# Книга ісландців
«Книга ісландців» (давньоскан. Íslendingabók) — найстаріший з відомих історичних творів Ісландії.

## Історія написання
«Книгу ісландців» створив близько 1125 року ісландський вчений Арі Торґільссон (Арі Вчений). Одним із найважливіших джерел при написанні книги були відомості очевидців, насамперед Гадльра з Хаукадалуру, який помер у віці 94 років 1089 року, і служив норвезькому королю Олафу II. Крім цього, автор спирається на твори Беди Преподобного, Адама Бременського та деяких інших.

## Зміст
У «Книзі ісландців» зібрано історичні відомості від часів відкриття Ісландії та її заселення норвезькою родовою аристократією і аж до 1118 року. Перший варіант книги переробив сам автор, прибравши з тексту генеалогічні списки переселенців та біографії королів Норвегії. Книгу написано ісландською мовою, що для XII століття є рідкістю (в ту епоху мовою вчених Європи була латина).
Значну увагу в «Книгу ісландців» приділено роботі альтингу та ісландської церкви. Твір складається з 10 розділів, п'ять з яких розповідають про відкриття та заселення країни, про перші закони Ісландії та про заснування альтингу 930 року. У 6-му розділі розповідається про відкриття та освоєння Гренландії 986 року. Найдовший, 7-й розділ оповідає про хрещення ісландців. Розділ 8 розповідає про події XI століття та діяльність іноземних місіонерів у країні. Розділи 9 і 10 оповідають про події, що відбулися від 1056 до 1118 року, за часів єпископів Іслейфра та його сина Гізурра.
При викладі історичних подій Арі Торгільссон вдається до так званої «відносної хронології», використовуючи в тексті лише 4 конкретні дати:
- 604 рік, коли помер папа Григорій Великий,
- 870 рік, коли вбито короля Англії Едмунд,
- 1000 рік, коли помер король Норвегії Олаф I,
- 1120 рік, коли в Ісландії введено новий календарний рахунок.

Всі події прив'язуються або до цих дат, або до проміжку між ними (так, заселення Ісландії відноситься до проміжку між 870 і 1000 роками).

## Рукописи
Найстаріші зі списків «Книги ісландців» відносяться до XVII століття. Йон Ерлендссон зробив дві копії «Книги ісландців» для єпископа Скалгольта Бріньольфура Свейнссона з рукопису XII століття, втраченого, мабуть, у тому ж XVII столітті. Манускриптам присвоєно позначення AM 113 a fol та AM 113 b fol і тепер вони зберігаються в Інституті Арні Магнуссона.